# دالي لي
دالي لي (بالإنجليزية: Dale Lee)‏ (15 يوليو 1991 ببليموث في المملكة المتحدة - ) هو لاعب كرة قدم بريطاني في مركز الوسط. شارك مع منتخب مونتسرات لكرة القدم. أما مع النوادي، فقد لعب مع نادي بريستاتين تاون ونادي ريل ونادي رومفورد ‏.

## وصلات خارجية
- دالي لي على موقع الاتحاد الدولي (مؤرشف)  (الإنجليزية)
- دالي لي على موقع قاعدة بيانات كرة القدم.إي يو (الإنجليزية)
- دالي لي على موقع ناشيونال فوتبول تيمز (الإنجليزية)